# Скалица (окръг)
Окръг Скалица (на словашки: okres Skalica) е окръг в Търнавския край на Словакия. Граничи с Чехия. Център на окръга и негов най-голям град е едноименният Скалица. В окръга има 18 села и 3 града. Исторически забележителности са центърът на град Скалица и църквата в Копчани, една от най-старите сгради в Словакия – произхождаща от времената на Великоморавия. Площта му е 357,1 км², а населението е 47 525 души (по преброяване от 2021 г.).

## Статистически данни
Национален състав:
- Словаци 95,7 %
- Чехи 2,6 %
- Цигани 0,7 %

Конфесионален състав:
- Католици 76,4 %
- Лютерани 4,6 %